# مجموعة القتال والترفيه
مجموعة القتال والترفيه (بالإنجليزية: Fighting and Entertainment Group)‏ كانت الشركة اليابانية الرائدة في مجال الترويج للرياضات القتالية وتأسست في 3 سبتمبر 2003.